# Liothyrella notorcadensis
Liothyrella notorcadensis är en armfotingsart som först beskrevs av Jackson 1912.  Liothyrella notorcadensis ingår i släktet Liothyrella och familjen Terebratulidae. Inga underarter finns listade i Catalogue of Life.